# فاسیای رکتوواژینال
فاسیای رکتوواژینال (به انگلیسی: Rectovaginal fascia) (اغلب سپتوم رکتوواژینال یا گاهی فاسیای اتو نامیده می‌شود) ساختار نازکی است که واژن و راست روده را جدا می‌کند. این مربوط به فاسیای رکتوپروستاتیک در مردان است.

## اهمیت بالینی
سوراخ شدن در آن می‌تواند منجر به فتق راست‌روده (رکتوسل) شود.